# Oxyria digyna
L'acetosa di montagna (Oxyria digyna (L.) Hill) è una angiosperma della famiglia Polygonaceae. È originaria delle regioni artiche e delle parti montuose dell'emisfero settentrionale.

## Descrizione
L'acetosa di montagna è una pianta perenne con un fittone robusto che cresce fino a un'altezza da 10 a 30 cm. Cresce in ciuffi densi, con steli che sono generalmente non ramificati e senza peli. Entrambi gli steli fioriti e gli steli delle foglie sono piuttosto rossastri. Le foglie sono a forma di rene, un po' carnose, su steli dalla parte basale del gambo. I fiori sono piccoli, verdi e successivamente rossastri, e sono raggruppati in un grappolo verticale aperto. Il frutto è una piccola noce, circondata da un'ala larga che alla fine diventa rossa. Formando densi ciuffi rossi, la pianta è facilmente riconoscibile. Cresce in luoghi umidi protetti dalla neve in inverno. Oxyria (dal greco) significa "acido".

## Distribuzione e habitat
L'acetosa di montagna è comune nella tundra artica. Più a sud, ha una distribuzione circumboreale, che cresce nelle alte aree montuose dell'emisfero settentrionale come le Alpi, la Sierra Nevada e la Cascade Range. Cresce tipicamente nei prati alpini, ghiaioni, siti di letti di neve e accanto a ruscelli.
Sulla costa della Norvegia, il polline di questa pianta è stato trovato in torbiere che hanno 12 600 anni, indicando che deve essere stata una delle prime piante a colonizzare l'area dopo i ghiacciai in ritirata dell'era glaciale.

## Usi
Le foglie di acetosa di montagna hanno un sapore fresco e acido e sono ricche di vitamina C, contenente circa 36 mg / 100 g. Furono usati dagli Inuit per prevenire e curare lo scorbuto e possono essere usati nelle insalate. Le parti fuori terra della pianta sono commestibili quando cotte. La pianta è importante sia per gli insetti che per gli animali più grandi che si nutrono di essa nelle regioni artiche e alpine dove si trova.